# Cradle of Darkness
Leagănul întunericului (titlu original: Cradle of Darkness) este al cincilea episod al serialului științifico-fantastic Zona crepusculară din 2002. A avut premiera la 2 octombrie 2002 în rețeaua UPN. Este regizat de Jean de Segonzac după un scenariu de Kamran Pasha. În acest episod interpretează Katherine Heigl, care mai târziu a devenit cunoscută pentru rolul ei din Anatomia lui Grey.

## Introducere
„Cum ar fi să ai șansa de a te întoarce în timp și să poți salva milioane de oameni doar omorând unul singur? Andrea Collins va descoperi în curând că această misiune e mult mai dificilă decât și-a putut imagina în timp ce călătorește în Zona Crepusculară. .”

## Prezentare
În viitor, a fost descoperită călătoria în timp. În speranța anulării ororilor celui de al doilea război mondial, o femeie, Andrea Collins, își sacrifică propriul viitor atunci când se duce înapoi în timp pentru a-l opri pe Adolf Hitler prin uciderea sa atunci când el este doar un copil. După ce se aruncă cu bebelușul în apă, o altă slujitoare a familiei Hitler înlocuiește copilul cu bebelușul unei țigănci-cerșetoare, părinții necunoscând prea bine fața copilului.

## Concluzie
„Un moment de reculegere pentru Andrea Collins. Și-a sacrificat viața pentru binele omenirii însă totodată a creat adevăratul monstru pe care credea că-l distruge. Istoria nu poate fi schimbată. Nici măcar în Zona Crepusculară. ”